# К'янні
К'янні (італ. Chianni) — муніципалітет в Італії, у регіоні Тоскана,  провінція Піза.
К'янні розташовані на відстані близько 240 км на північний захід від Рима, 60 км на південний захід від Флоренції, 33 км на південний схід від Пізи.
Населення — 1416 осіб (2014).
Щорічний фестиваль відбувається 7 серпня. Покровитель — святий Петро.

## Демографія
Населення за роками:

Станом на 1 січня 2023 року в муніципалітеті офіційно проживало 118 іноземців з 30 країн, серед них 49 громадян країн Євросоюзу та 2 громадяни України.

## Сусідні муніципалітети
- Кашіана-Терме-Ларі
- Кастелліна-Мариттіма
- Лаятіко
- Рипарбелла
- Санта-Луче
- Терриччола